# Fußballsportverein Frankfurt 1899 1994-1995
Questa voce raccoglie le informazioni riguardanti il Fußballsportverein Frankfurt 1899 nelle competizioni ufficiali della stagione 1994-1995.

## Stagione
Nella stagione 1994-1995 l'FSV Francoforte, allenato da Klaus Gerster e Jörg Hambückers, concluse il campionato di 2. Bundesliga al 18º posto e fu retrocesso in Regionalliga.

## Rosa
| N. |                                 | Ruolo | Calciatore        |
| -- | ------------------------------- | ----- | ----------------- |
|    | Germania (bandiera)             | P     | Thomas Ernst      |
|    | Germania (bandiera)             | P     | Ralf Kellermann   |
|    | Germania (bandiera)             | D     | Alexander Conrad  |
|    | Germania (bandiera)             | D     | Holger Dahl       |
|    | Germania (bandiera)             | D     | Michael Klein     |
|    | Germania (bandiera)             | D     | Ralf Loose        |
|    | Germania (bandiera)             | D     | Jens Rasiejewski  |
|    | Germania (bandiera)             | D     | Michael Sandt     |
|    | Grecia (bandiera)               | C     | Christos Figas    |
|    | Stati Uniti (bandiera)          | C     | Chris Henderson   |
|    | Germania (bandiera)             | C     | Michael Kaiser    |
|    | Bosnia ed Erzegovina (bandiera) | C     | Sead Kapetanović  |
|    | Germania (bandiera)             | C     | Martin Kowalewski |
|    | Germania (bandiera)             | C     | Thomas Lasser     |

| N. |                      | Ruolo | Calciatore          |
| -- | -------------------- | ----- | ------------------- |
|    | Germania (bandiera)  | C     | Sascha Lense        |
|    | Germania (bandiera)  | C     | Renato Levy         |
|    | Germania (bandiera)  | C     | Stefan Scholl       |
|    | Germania (bandiera)  | C     | Alexander Schur     |
|    | Germania (bandiera)  | C     | Richard Walz        |
|    | Germania (bandiera)  | A     | Riccardo Baich      |
|    | Serbia (bandiera)    | A     | Demir Đurić         |
|    | Germania (bandiera)  | A     | Marco Grevelhörster |
|    | Germania (bandiera)  | A     | Carsten Lakies      |
|    | Serbia (bandiera)    | A     | Vladan Milovanović  |
|    | Danimarca (bandiera) | A     | Miklos Molnar       |
|    | Turchia (bandiera)   | A     | Tanner Önem         |
|    | Germania (bandiera)  | A     | Albert Repp         |
|    | Germania (bandiera)  | A     | Sascha Siebert      |

## Organigramma societario
Area tecnica
- Allenatore: Jörg Hambückers
- Allenatore in seconda:
- Preparatore dei portieri:
- Preparatori atletici:

## Calciomercato

### Sessione estiva
| Acquisti | Acquisti           | Acquisti              | Acquisti |
| R.       | Nome               | da                    | Modalità |
| -------- | ------------------ | --------------------- | -------- |
| A        | Miklos Molnar      | Lyngby                |          |
| A        | Riccardo Baich     | Amburgo               |          |
| P        | Thomas Ernst       | Eintracht Francoforte |          |
| C        | Michael Kaiser     | Pfeddersheim          |          |
| C        | Martin Kowalewski  | Darmstadt             |          |
| A        | Vladan Milovanović | Osnabrück             |          |
| C        | Dietmar Rompel     | Darmstadt             |          |
| C        | Alexander Schur    | Rot-Weiss Francoforte |          |

| Cessioni | Cessioni  | Cessioni     | Cessioni |
| R.       | Nome      | a            | Modalità |
| -------- | --------- | ------------ | -------- |
| A        | Ralf Haub | SG Egelsbach |          |

### Sessione invernale
| Acquisti | Acquisti | Acquisti | Acquisti |
| R.       | Nome     | da       | Modalità |
| -------- | -------- | -------- | -------- |

| Cessioni | Cessioni       | Cessioni              | Cessioni |
| R.       | Nome           | a                     | Modalità |
| -------- | -------------- | --------------------- | -------- |
| C        | Dietmar Rompel | Rot-Weiss Francoforte |          |

## Risultati

### 2. Bundesliga

#### Girone di andata
| Arbitro: | Malbranc |

|                         |           |                     |
| Bertalan 49’ Wagner 76’ | Marcatori | 45’ Klein 90’ Lense |

| Arbitro: | Fleske |

|  |           |                                          |
|  | Marcatori | 5’ Beck 47’ Präger 60’, 66’, 83’ Lottner |

| Arbitro: | Haupt |

|                   |           |                     |
| Grevelhörster 22’ | Marcatori | 36’ Linke 77’ Simon |

| Arbitro: | Friedrichs |

|                                                |           |                 |
| McBride 36’ Meißner 50’ Butrej 76’ Wollitz 89’ | Marcatori | 53’ Kapetanović |

| Arbitro: | Byernetzky |

|                   |           |                 |
| Grevelhörster 88’ | Marcatori | 32’ Breitkreutz |

| Arbitro: | Fandel |

|                              |           |                              |
| Köpper 33’ Hayer 56’ Epp 77’ | Marcatori | 50’ Grevelhörster 90’ Molnar |

| Arbitro: | Brandt-Chollé |

|                 |           |                              |
| Milovanović 80’ | Marcatori | 2’ Thoben 40’, 56’ Rauffmann |

| Arbitro: | Pohlmann |

|                                    |           |  |
| Rische 34’ Kracht 78’ Heidrich 84’ | Marcatori |  |

| Arbitro: | Keßler |

|                 |           |                       |
| Kapetanović 89’ | Marcatori | 35’ Mill 85’ Katemann |

| Arbitro: | Kemmling |

|                                       |           |                 |
| Meißner 5’, 35’ Panadić 53’ Shala 90’ | Marcatori | 56’, 66’ Molnar |

| Arbitro: | Hotop |

|  |           |                             |
|  | Marcatori | 40’ Musa 64’ Lust 86’ Simon |

| Arbitro: | Albers |

|                                                              |           |                                 |
| Preetz 34’, 45’ Notthoff 47’ Wolters 86’ Klinge 87’ Skok 89’ | Marcatori | 26’ Milovanović 44’ Kapetanović |

| Arbitro: | Leimert |

|                   |           |                |
| Grevelhörster 68’ | Marcatori | 57’ Kobylański |

| Arbitro: | Friedrichs |

|                                 |           |                 |
| Kubík 34’ Gunnlaugsson 63’, 69’ | Marcatori | 53’ Kapetanović |

| Arbitro: | Prengel |

|                   |           |                          |
| Grevelhörster 90’ | Marcatori | 17’, 61’ Schmidt 68’ Isa |

| Arbitro: | Casper |

|                                      |           |  |
| Scharping 6’ Driller 29’ Szubert 90’ | Marcatori |  |

| Arbitro: | Hauer |

|                   |           |                                |
| Grevelhörster 23’ | Marcatori | 20’, 45’, 62’ Ziemer 43’ Buvač |

#### Girone di ritorno
| Arbitro: | Kemmling |

|                                     |           |  |
| Molnar 45’ Kapetanović 61’ Walz 77’ | Marcatori |  |

| Arbitro: | Brandt-Chollé |

|                                                                            |           |                           |
| Lipinski 2’ Akonnor 10’ Radschuweit 55’ Svinggaard 74’ Beck 80’ de Wit 82’ | Marcatori | 6’ Kapetanović 43’ Lasser |

| Arbitro: | Koop |

|                                               |           |          |
| Freiler 21’ Korell 22’ Linke 48’ Breitzke 52’ | Marcatori | 32’ Dahl |

| Arbitro: | Gettke |

|          |           |                   |
| Walz 41’ | Marcatori | 63’, 69’ Seeliger |

| Arbitro: | Albers |

|                                                         |           |                    |
| Baumgart 12’ Mencel 36’ Schneider 80’ Chałaśkiewicz 85’ | Marcatori | 8’ Lasser 29’ Walz |

| Arbitro: | Rüdiger |

|  |           |                                   |
|  | Marcatori | 32’ Kirsten 37’ Hayer 87’ Reichel |

| Arbitro: | Fandel |

|                             |           |                 |
| Dahl 80’ (aut.) Snyders 86’ | Marcatori | 18’, 24’ Molnar |

| Arbitro: | Ertl |

|            |           |            |
| Molnar 78’ | Marcatori | 28’ Rische |

| Arbitro: | Haupt |

|                         |           |                          |
| Glavaš 33’ Katemann 89’ | Marcatori | 11’ Molnar 26’ Henderson |

| Arbitro: | Fischer |

|                 |           |            |
| Molnar 41’, 85’ | Marcatori | 44’ Gerber |

| Arbitro: | Buchhart |

|                    |           |            |
| Moore 71’ Lust 85’ | Marcatori | 89’ Molnar |

| Arbitro: | Pohlmann |

|               |           |                                             |
| Henderson 38’ | Marcatori | 6’, 67’ Wolters 34’, 90’ Reina 55’ Golombek |

| Arbitro: | Fleske |

|                                                                                |           |  |
| Harttgen 1’ Gütschow 4’, 55’ Conrad 49’ (aut.) Erdmann 71’, 85’ Kobylański 87’ | Marcatori |  |

| Arbitro: | Leimert |

|            |           |                       |
| Molnar 50’ | Marcatori | 24’ Golke 61’ Straube |

| Arbitro: | Byernetzky |

|  |           |                 |
|  | Marcatori | 63’ Milovanović |

| Arbitro: | Zerr |

|                 |           |                                    |
| Milovanović 40’ | Marcatori | 5’ Trulsen 65’ Szubert 71’ Pröpper |

| Arbitro: | Keßler |

|                                                                           |           |                  |
| Weiss 2’ Žukov 5’ Schur 9’ (aut.) Ouakili 17’ Ziemer 50’, 81’ Demandt 62’ | Marcatori | 52’ (aut.) Weiss |

## Statistiche

### Statistiche di squadra
| Competizione  | Punti | In casa | In casa | In casa | In casa | In casa | In casa | In trasferta | In trasferta | In trasferta | In trasferta | In trasferta | In trasferta | Totale | Totale | Totale | Totale | Totale | Totale | DR  |
| Competizione  | Punti | G       | V       | N       | P       | Gf      | Gs      | G            | V            | N            | P            | Gf           | Gs           | G      | V      | N      | P      | Gf     | Gs     | DR  |
| ------------- | ----- | ------- | ------- | ------- | ------- | ------- | ------- | ------------ | ------------ | ------------ | ------------ | ------------ | ------------ | ------ | ------ | ------ | ------ | ------ | ------ | --- |
| 2. Bundesliga | 15    | 17      | 2       | 3       | 12      | 17      | 41      | 17           | 1            | 3            | 13           | 22           | 62           | 34     | 3      | 6      | 25     | 39     | 103    | -64 |
| Totale        | 15    | 17      | 2       | 3       | 12      | 17      | 41      | 17           | 1            | 3            | 13           | 22           | 62           | 34     | 3      | 6      | 25     | 39     | 103    | -64 |

### Andamento in campionato
| Giornata  | 1 | 2  | 3  | 4  | 5  | 6  | 7  | 8  | 9  | 10 | 11 | 12 | 13 | 14 | 15 | 16 | 17 | 18 | 19 | 20 | 21 | 22 | 23 | 24 | 25 | 26 | 27 | 28 | 29 | 30 | 31 | 32 | 33 | 34 |
| --------- | - | -- | -- | -- | -- | -- | -- | -- | -- | -- | -- | -- | -- | -- | -- | -- | -- | -- | -- | -- | -- | -- | -- | -- | -- | -- | -- | -- | -- | -- | -- | -- | -- | -- |
| Luogo     | T | C  | C  | T  | C  | T  | C  | T  | C  | T  | C  | T  | C  | T  | C  | T  | C  | C  | T  | T  | C  | T  | C  | T  | C  | T  | C  | T  | C  | T  | C  | T  | C  | T  |
| Risultato | N | P  | P  | P  | N  | P  | P  | P  | P  | P  | P  | P  | N  | P  | P  | P  | P  | V  | P  | P  | P  | P  | P  | N  | N  | N  | V  | P  | P  | P  | P  | V  | P  | P  |
| Posizione | 7 | 16 | 17 | 18 | 18 | 18 | 18 | 18 | 18 | 18 | 18 | 18 | 18 | 18 | 18 | 18 | 18 | 18 | 18 | 18 | 18 | 18 | 18 | 18 | 18 | 18 | 18 | 18 | 18 | 18 | 18 | 18 | 18 | 18 |

Legenda:

Luogo: C = Casa; T = Trasferta. Risultato: V = Vittoria; N = Pareggio; P = Sconfitta.

### Statistiche dei giocatori
| R. Baich         | 19 | 0  | 5  | 0 |
| A. Conrad        | 32 | 0  | 4  | 0 |
| H. Dahl          | 20 | 1  | 5  | 0 |
| T. Ernst         | 27 | 0  | 1  | 0 |
| C. Figas         | 12 | 0  | 2  | 0 |
| M. Grevelhörster | 24 | 6  | 5  | 2 |
| C. Henderson     | 15 | 2  | 2  | 0 |
| M. Kaiser        | 17 | 0  | 7  | 2 |
| S. Kapetanović   | 33 | 6  | 7  | 0 |
| R. Kellermann    | 9  | 0  | 0  | 0 |
| M. Klein         | 26 | 1  | 3  | 1 |
| M. Kowalewski    | 26 | 0  | 5  | 1 |
| C. Lakies        | 0  | 0  | 0  | 0 |
| T. Lasser        | 18 | 2  | 5  | 0 |
| S. Lense         | 26 | 1  | 3  | 0 |
| R. Levy          | 0  | 0  | 0  | 0 |
| R. Loose         | 0  | 0  | 0  | 0 |
| V. Milovanović   | 10 | 4  | 5  | 0 |
| M. Molnar        | 20 | 12 | 1  | 1 |
| J. Rasiejewski   | 23 | 0  | 7  | 3 |
| A. Repp          | 0  | 0  | 0  | 0 |
| M. Sandt         | 4  | 0  | 1  | 0 |
| S. Scholl        | 0  | 0  | 0  | 0 |
| A. Schur         | 25 | 0  | 12 | 1 |
| S. Siebert       | 0  | 0  | 0  | 0 |
| R. Walz          | 29 | 3  | 2  | 0 |
| T. Önem          | 1  | 0  | 0  | 0 |
| D. Đurić         | 17 | 0  | 2  | 0 |